# Pista di atletica leggera
La pista di atletica leggera è il luogo in cui si svolgono le gare di corsa  (corse di velocità, di mezzofondo, di fondo, con gli ostacoli, con le siepi e staffette) e marcia dell'atletica leggera.
La distanza metrica di una pista olimpica è derivata dalle 440 iarde (402,34 m), che costituiscono la quarta parte del miglio inglese. Fu appunto il quarter mile la distanza scelta dagli inglesi come lunghezza standard per le loro piste di atletica. Dal 1928 in poi le piste olimpiche sono diventate ufficialmente di 400 metri.
Il materiale usato per il manto che costituisce la pista deve essere, secondo le normative della World Athletics, "qualunque superficie che possa accettare i chiodi delle scarpette di gara". Il materiale con cui sono fatte la maggior parte delle piste di atletica leggera è il tartan. Tuttavia "le gare di atletica leggera dei Giochi olimpici, Campionati del mondo e Coppe del mondo [...] possono aver luogo solamente su piste aventi superficie in materiale sintetico conforme alle norme di qualità richieste ed omologate dalla World Athletics".
Esistono due tipi di pista per l'atletica leggera: le piste rettangolari con i lati corti semicircolari standard di 400 metri (quelle olimpiche) e le piste rettangolari con i lati corti semicircolari standard da 200 metri (che possono essere all'aperto o in impianto indoor).

## Pista ovale standard di 400 metri

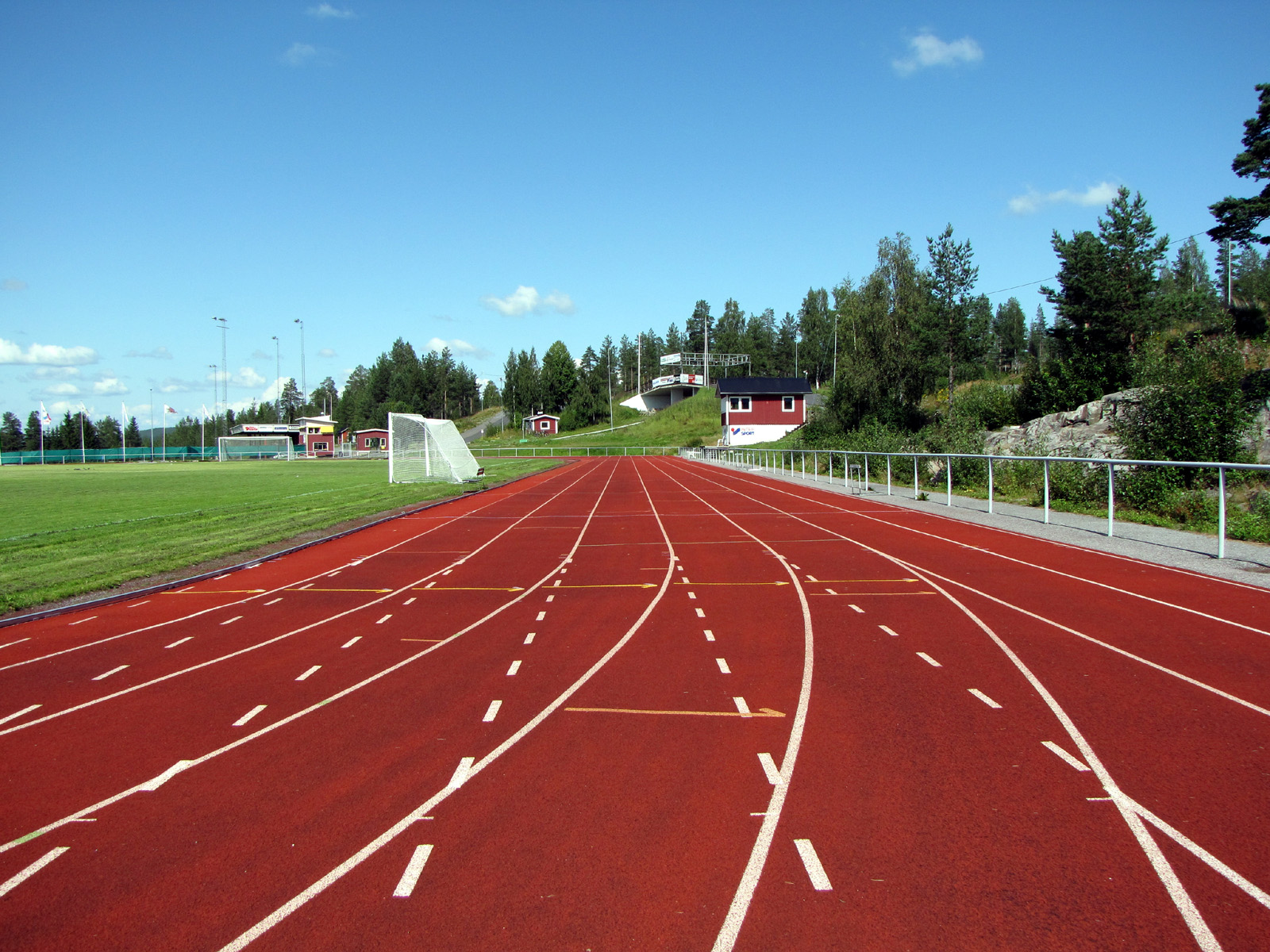
Rettilineo finale di una pista outdoor in Svezia.

La pista ovale standard di 400 metri ha un numero di corsie che varia, di norma, da 6 a 10 (nelle riunioni internazionali la pista deve avere obbligatoriamente 8 o più corsie). La lunghezza della corsia più interna è di 400 m e tutte le corsie sono larghe 122 cm, con linee bianche che dividono una corsia dall'altra di 5 cm. Le corsie sono numerate con numeri progressivi crescenti dall'interno verso l'esterno, mentre il senso di corsa è quello antiorario (l'interno della pista sulla sinistra dell'atleta). La pista è formata da due rettilinei paralleli e da due curve aventi raggio uguale. In genere le curve sono più lunghe dei rettilinei (ad esempio 120 m contro 80) per far sì che un più ampio raggio di curvatura permetta una migliore percorrenza della curva. 
La linea di partenza e la linea di arrivo di una corsa sono indicate tramite una linea bianca larga 5 cm, ad angolo retto con le linee delimitanti le corsie. La linea di partenza delle corse che si corrono interamente in corsia, ovvero delle gare fino ai 400 m (più gli 800 m che si corrono parzialmente in corsia), deve essere sfalsata in modo tale che tutti i concorrenti possano partire alla medesima distanza dalla linea di arrivo.

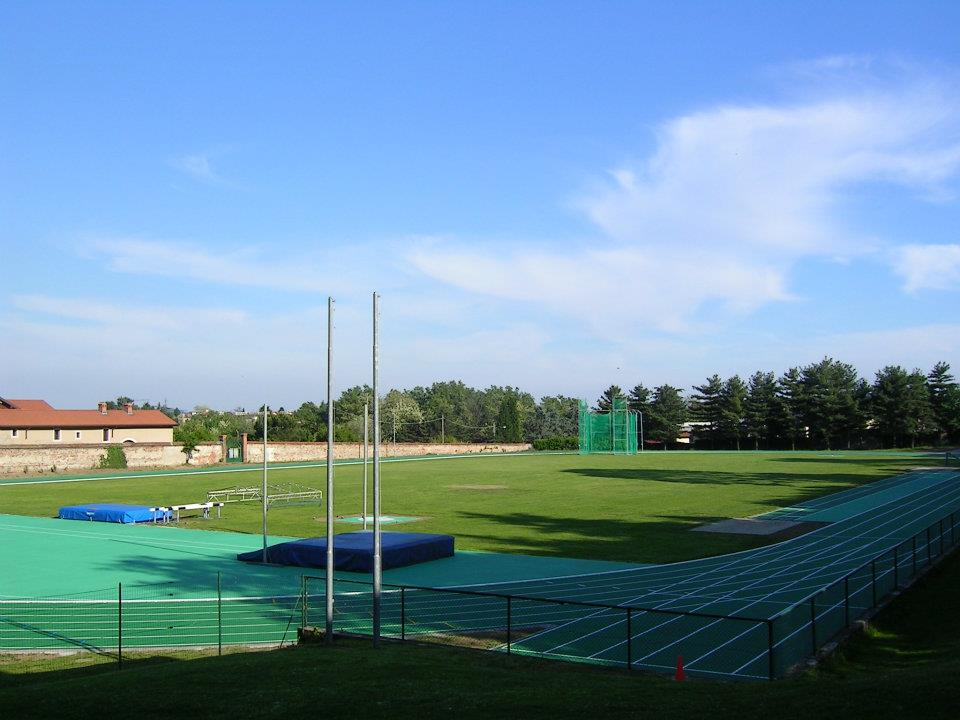
Impianto per l'atletica leggera con pista outdoor di Olgiate Olona in provincia di Varese.
Si vedono il materasso per il salto in alto (a sinistra) e quello per il salto con l'asta (a destra) mentre in lontananza c'è la gabbia per il lancio del martello e del disco; sulla destra le pedane per il salto in lungo e il salto triplo.

Con questo tipo di pista è facile trovarsi in presenza di diverse pedane per i concorsi (salti in estensione, salti in elevazione e lanci), nonché di una speciale corsia di limitata lunghezza predisposta per ospitare la riviera, che fanno un tutt'uno con la pista stessa (come nel caso del campo sportivo di Olgiate Olona ritratto nella foto qui a destra).

## Pista ovale standard di 200 metri (pista corta)

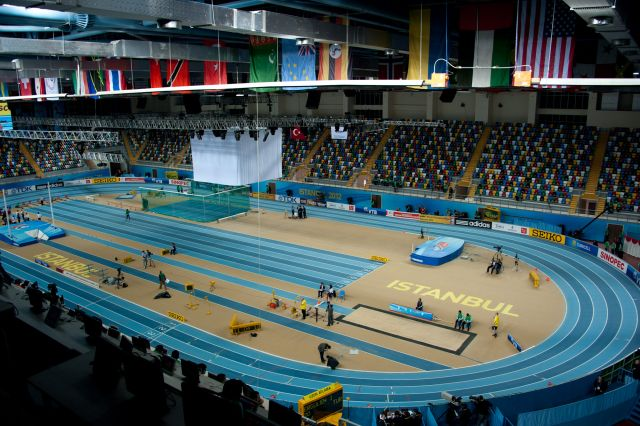
La Ataköy Athletics Arena di Istanbul, sede della XIV edizione dei campionati del mondo indoor svoltasi dal 9 all'11 marzo 2012.

La pista ovale standard di 200 metri, definita anche "pista corta", presenta molte differenze rispetto a quella da 400 metri:
- oltre alla lunghezza, che è di 200 m, hanno un minimo di 4 ed un massimo di 6 corsie larghe dai 90 cm ai 110 cm (quindi più strette rispetto alle outdoor);
- le curve, anziché essere in piano, sono inclinate trasversalmente per compensare il minor raggio di curvatura rispetto a quello delle piste da 400 metri;
- all'interno dell'anello della pista è presente un rettilineo per le gare di velocità e di ostacoli avente un numero di corsie che va da 6 a 8[6] e lunga in genere 60 m.

La pista corta può essere posizionata all'interno di stadi completamente chiusi e coperti o all'aperto, come stabilito dalle modifiche al Regolamento tecnico internazionale in vigore dal 1º gennaio 2024 (in precedenza si parlava solo di pista indoor).